# Paraspur
Paraspur (nepalski: परस्पुर) – gaun wikas samiti w zachodniej części Nepalu w strefie Bheri w dystrykcie Banke. Według nepalskiego spisu powszechnego z 2001 roku liczył on 667 gospodarstw domowych i 3765 mieszkańców (1795 kobiet i 1970 mężczyzn).